# Медаль «За Полтавську баталію»
Медаль «За Полтавську баталію» (рос. Медаль «За Полтавскую баталию») — російська медаль на честь перемоги Московського царства в Полтавській битві.
Медаль була запроваджена указом царя Петра I в 1710 році. Було відчеканено два види медалі: урядницький та солдатський. Вони відрізнялися розміром та масою. Медалі виготовлені зі срібла, діаметр становить 49 мм для урядницьких та 42 мм для солдатських. Загалом відчеканено 4618 одиниць. Медаллю нагороджували нижчі чини Преображенського та Семенівського полків.
На аверсі медалі зображений цар Петро I у профілі та навколо нього напис: «ПЕТРЪ АЛЕѮІЕВИЧЬ ВСЕРОССІИСКІИ САМОДЕРЖЕЦЪ». На реверсі зображений епізод Полтавської битви, над ним — напис «ЗА ПОЛТАВСКУЮ БАТАЛІЮ», під ним — напис із датою битви: «1709 Г. ІЮНЯ 27 D».